# Сипягин, Александр Анатольевич
Александр Анатольевич Сипягин (известен как А́лекс Сипя́гин; род. 1967) — американский джаз-трубач русского происхождения. Второй (после Валерия Пономарёва) и один из немногих российских джазменов, добившихся признания в США.

## Биография
Александр Сипягин родился 11 июня 1967 года в Ярославле. Первые уроки игры на трубе брал у известного педагога М. И. Тсамаева. С двенадцати лет играл в детском оркестре. В 1982 году окончил Ярославское музыкальное училище имени Л. В. Собинова. В Москве учился в Московском институте музыки, а после службы в армии в Государственном музыкально-педагогическом институте имени Гнесиных.
Играл в таких известных коллективах как ансамбль Игоря Бриля (1988 год), оркестр имени Леонида Утёсова (1989—1990 годы), «Мелодия» под управлением Бориса Фрумкина и «Зелёная Волна» Александра Осейчука (1991 год). В 1990 году становится лауреатом 1-го всероссийского конкурса молодых джазовых исполнителей, который проходил в Ростове-на-Дону.
В этом же году со студенческим джазбэндом принял участие в джазовом фестивале в Корпус-Кристи в Техасе и был приглашён на Международный фестиваль Луи Армстронга в Вашингтоне, где занял четвёртое место. В 1991 году Сипягин переехал в Нью-Йорк. Сначала работал с группой Джила Эванса. В 1993 году стал членом оркестра Гила Голдштайна «Zebra Coast», а в 1994 — членом концертного джазбэнда Джорджа Грунтца. Кроме того, он сотрудничал с группой Боба Мосеса «Mozamba». В 1995 году он стал членом «Mingus Big Band», а позже «Mingus Dynasty» и «Mingus Orchestra». В 2000 году стал членом бигбэнда Дэйва Холланда. В 2003 записывался с Майклом Брекером. Сотрудничал с Эриком Клэптоном, Доктором Джоном, Аароном Невиллом и Элвисом Костелло, Майклом Франксом и Дэвидом Санборном. Многие из записей, в которых он принимал участие, завоевали Грэмми.
Состоит в браке с американской певицей японского происхождения Мондэй Мичиру, сын Никита.

## Дискография
- Live At Birds Eye (1994) с Дэвидом Гилмором, Борисом Козловым, Джином Джексоном
- Images (1998) с Крисом Поттером, Дэвидом Бинни, Джошем Роузментом, Гилом Голдштайном, Адамом Роджерсом, Скоттом Колли, Джефом Хиршфилдом, Кенни Уолсеном
- Steppin' Zome (2000) с Крисом Поттером, Дэвидом Кикоски, Скоттом Колли, Джефом «Тэйн» Уэтсом
- Hindsight (2002) с Крисом Поттером, Адамом Роджерсом, Борисом Козловым, Джейн Джексон
- Mirrors с Шеймусом Блэйком, Адамом Роджерсом, Дэвидом Кикошки, Борисом Козловым, Джонатаном Блэйком, Донни МакКэзлин, Джошем Роузменом
- Equlibrium (2003) с Крисом Поттером, Дэвидом Бинни, Дэвидом Кикошки, Скоттом Колли, Джейн Джексон
- Returning (2004) с Шеймусом Блэйком, Адамом Роджерсом, Скоттом Колли, Антонио Санчесом
- Prints (2006) со Скоттом Колли, Дэвидом Кикошки, Мондэй Мичиру, Антонио Санчесом
- Mirages (2009) с Шеймусом Блэйком, Мулгреу Миллером, Борисом Козловым, Джонатаном Блэйком